# Miconia valerioana
Miconia valerioana är en tvåhjärtbladig växtart som först beskrevs av Paul Carpenter Standley, och fick sitt nu gällande namn av John Julius Wurdack. Miconia valerioana ingår i släktet Miconia och familjen Melastomataceae. Inga underarter finns listade i Catalogue of Life.